# Acantharachne psyche
Acantharachne psyche là một loài nhện trong họ Araneidae.
Loài này thuộc chi Acantharachne. Acantharachne psyche được Embrik Strand miêu tả năm 1913.